# San Juan Tulija
San Juan Tulija es una localidad del estado mexicano de Chiapas. Es parte del municipio de Palenque.

## Toponimia
El nombre «San Juan» hace referencia al santo patrono de la localidad: Juan el Bautista.

## Demografía
| Gráfica de evolución demográfica |
|                                  |

| Censo | Población |
| ----- | --------- |
| 1990  | 576       |
| 2000  | 598       |
| 2010  | 817       |
| 2020  | 1 211     |